# Laurent Lafitte
Laurent Lafitte (Fresnes, 22 d'agost de 1973) és un actor francès, resident a la Comédie-Française.

## Biografia

### Joventut i formació
Fill d'un agent immobiliari, Laurent Lafitte cresqué entre el 15è i el 16è districte de París, descobrint l'art de la interpretació a través del teatre de bulevard retransmès per televisió. D'adolescent participà en el rodatge d'un telefilm per a France Régions 3, L'Enfant et le président de Régis Milcent, després de respondre a un anunci classificat al diari France-Soir i enviar el seu curriculum vitae fet en un fotomaton.
Lafitte abandonà l'institut Saint-Jean-de-Passy per a seguir les classes gratuïtes de l'escola de teatre Cours Florent, on conegué Gilles Lellouche, Guillaume Canet i Cécile Felsenberg que es convertirà en el seu agent. Després va estudiar al Conservatori Nacional d’Art Dramàtic de París amb Philippe Adrien i Muriel Mayette.

### Debut i revelació (1990-2000)
El 1993 va aconseguir certa popularitat amb el personatge de Juan a la sitcom Model Class del canal M6. Posteriorment, va estudiar dansa i cant amb la companyia de teatre musical anglesa Guildford School of Acting. Durant la seva estada de dos anys a Anglaterra, va actuar a l'obra Davina's Landed de Ben Duke.
Al començament de la dècada del 2000, va interpretar papers secundaris. Guillaume Canet i Gilles Lellouche confiaren en ell per a les seves primeres respectives pel·lícules: Mon idole (2002) i Narco (2004).
Al teatre, va protagonitzar el 2008 un one-man show coescrit amb Cyrille Thouvenin i produït per Dominique Farrugia: Laurent Lafitte, comme son nom l'indique. Va realitzar 100 representacions al Palais des glaces de París i va guanyar el premi Raimu de comèdia en la categoria one-man show.
Va estrenar-se al cinema el 2010 formant part del repartiment del popular èxit Petites mentides sense importància, on va interpretar un dels membres de la colla d'amics formada per Guillaume Canet. Lafitte hi actua al costat de François Cluzet i Marion Cotillard.

### Confirmació i Comèdie Française (anys 2010)
Progressivament accedeix a papers principals al cinema: el 2011, va secundar François-Xavier Demaison en la sàtira Moi, Michel G., milliardaire, maître du monde, de Stéphane Kazandjian; el 2012, va ser amb el recentment cesaritzat Omar Sy que va formar el tàndem d'inspectors de la brigada criminal de París de la comèdia De l'autre côté du périph, dirigida per David Charhon. El 2013, va protagonitzar la comèdia 16 ans... ou presque, de Tristan Séguéla, i interpretà el personatge de Marina a La Revue de presse de Catherine et Liliane, al final de Le Petit Journal, a Canal +.
El 2012 va ser contractat com a resident a la Comédie-Française. El mateix any escriu i actua amb Zabou Breitman els esbossos diaris del programa de ràdio À votre écoute, coûte que coûte a France Inter.
A banda de les seves interpretacions còmiques, explorà el registre dramàtic: el 2013, donà la resposta a Fanny Ardant, heroïna del drama independent Les Beaux Days, escrit i dirigit per Marion Vernoux; després, amb Vincent Macaigne i Ludivine Sagnier va treballar a Tristesse Club, de Vincent Mariette. A més, compartí el cartell del thriller psicològic Elle l'adore, de Jeanne Herry, amb Sandrine Kiberlain.
El 2015 es va confirmar com un nou valor del cinema francès compartint el cartell de l'èxit de la comèdia Papa ou Maman amb Marina Fois. L'any següent repetí el tàndem per a Papa ou Maman 2, també sota la direcció de Martin Bourboulon.
Com a actor dramàtic, treballà a l'aclamat Boomerang, de François Favrat, al costat de Mélanie Laurent i Audrey Dana. Tingué un paper important en el thriller psicològic Elle, la primera pel·lícula francesa del director holandès Paul Verhoeven, amb Isabelle Huppert en el paper protagonista. La seva interpretació li va valer la primera nominació al César al millor actor secundari.
El 2016, presentà la cerimònia d'obertura 69è Festival internacional de Cinema de Canes, durant la qual s'atreví amb una broma referint-se a les disputes legals de Woody Allen per les acusacions d'agressió sexual formulades per la seva fillastra.
El 2017 va protagonitzar el thriller psicològic K.O., dirigit per Fabrice Gobert, amb Chiara Mastroianni. També col·laborà amb l'actor i director Albert Dupontel per a la seva aclamada comèdia experimental Au revoir là-haut.
L'any següent va protagonitzar el thriller Paul Sanchez est revenu, juntament amb Zita Hanrot, i va interpretar Lluís XVI en el drama històric Un peuple et son roi, de Pierre Schoeller.
L'any 2019 protagonitzà un nou thriller, L’heure de la sortie, aquesta vegada amb Emmanuelle Bercot com a parella. Després amb Vincent Mariette va acompanyar Lily-Rose Depp al thriller Les Fauves; finalment, participà en la pel·lícula que el va revelar al gran públic, Nous finirons ensemble, de Guillaume Canet.

## Filmografia

### Cinema
- 1998: Le Plaisir (et ses petits tracas) de Nicolas Boukhrief: un convidat
- 1999: Belle-maman de Gabriel Aghion: Franck
- 2000: Les Rivières pourpres de Mathieu Kassovitz: Hubert, el fill del degà
- 2002: Mon idole de Guillaume Canet: Fabrice
- 2003: Mais qui a tué Pamela Rose ? d'Éric Lartigau
- 2004: Le Rôle de sa vie de François Favrat: Arnaud
- 2004: Les Gaous d'Igor Sékulic: Bertrand
- 2004: Narco de Tristan Aurouet i Gilles Lellouche: l'amfitrió d’espectacles de karate
- 2006: Ne le dis à personne de Guillaume Canet: el basc
- 2006: Président de Lionel Delplanque: un diputat
- 2007: Ma place au soleil d'Éric de Montalier
- 2007: Un secret de Claude Miller: un gendarme
- 2008: Le Bruit des gens autour de Diastème : Philippe
- 2009: L'amour c'est mieux à deux de Dominique Farrugia i Arnaud Lemort: Sylvain
- 2010: Ensemble, c'est trop de Léa Fazer: Hervé
- 2010: Les Petits Mouchoirs de Guillaume Canet: Antoine
- 2011: Une pure affaire d'Alexandre Coffre: Brice Teller
- 2011: Moi, Michel G., milliardaire, maître du monde de Stéphane Kazandjian: Joseph Klein
- 2012: Mais qui a retué Pamela Rose ? d'Olivier Baroux i Kad Merad: Perkins
- 2012: De l'autre côté du périph de David Charhon: François Monge
- 2013: Les Beaux Jours de Marion Vernoux: Julien
- 2013: L'Écume des jours de Michel Gondry: el director de l'empresa
- 2013: 16 ans... ou presque de Tristan Séguéla: Arnaud Mustier
- 2014: The Love Punch de Joel Hopkins: Vincent
- 2014: Tristesse Club de Vincent Mariette: Léon
- 2014: Elle l'adore de Jeanne Herry: Vincent Lacroix
- 2015: Papa ou maman de Martin Bourboulon: Vincent Leroy
- 2015: L'Art de la fugue de Brice Cauvin: Antoine
- 2015: Boomerang de François Favrat: Antoine
- 2016: Elle de Paul Verhoeven: Patrick
- 2016: Papa ou Maman 2 de Martin Bourboulon: Vincent Leroy
- 2017: K.O. de Fabrice Gobert: Antoine Leconte
- 2017: Au revoir là-haut d'Albert Dupontel: Henri d’Aulnay-Pradelle
- 2018: Paul Sanchez est revenu de Patricia Mazuy: Paul Sanchez
- 2018: Un peuple et son roi de Pierre Schoeller: Lluís XVI
- 2019: L'heure de la sortie de Sébastien Marnier: Pierre
- 2019: Les Fauves de Vincent Mariette: Paul
- 2019: Nous finirons ensemble de Guillaume Canet: Antoine
- 2020: L'Origine du monde de Jean-Louis Bordier: de si mateix

### Curtmetratges
- 2001: Boomer de Karim Adda: Didier
- 2007: J'ai plein de projets de Karim Adda
- 2007: La 17e marche de Karim Adda
- 2013: Clean de Benjamin Bouhana: Éric
- 2019: La Vie de Mastorna d'Avril Tembouret: G. Mastorna

### Televisió
- 1990: Fleur bleue de Magali Clément (minisèrie)
- 1992: Goal (sèrie)
- 1992: Premiers Baisers, episodi 19 Les Mémoires d'Annette de Jean-François Porry (sèrie): l'home
- 1993: Seconde B, episodi Lycée sans frontière de Didier Albert (sèrie): Patrick
- 1993 : Classe mannequin, de Dominique Masson, Philippe Roussel, Emmanuel Fonlladosa, 35 episodis (sèrie): Juan
- 1994: Karine et Ari d'Emmanuel Fonlladosa
- 1997: La Dernière des romantiques de Joyce Buñuel
- 1998: Avocats et Associés, episodi Morts en série de Philippe Triboit (sèrie): l'advocat
- 1999: Bonne nuit de Pascal Laugier (telefilm): Jan Lucas
- 1999: Coronation Street, deu episodis After Hours d'Adrian Bean (sèrie): Sacha
- 2002: Femmes de loi, episodi Crime passionnel de Laurent Carcélès (sèrie): Légal
- 2002: Caméra Café, episodi Un homme parfait (sèrie): Nicolas Carton
- 2002: La Famille Guérin d'Éric Lartigau
- 2003: Julie Lescaut, episodi Hors-la-loi de Bernard Uzan (sèrie): el marit de Valérie
- 2004: Joe Pollox et les mauvais esprits de Jérôme Foulon (telefilm): Julien
- 2004: Avocats et Associés i Mémoires troubles d'Alexandre Pidoux
- 2005: Jeff et Léo, flics et jumeaux, episodi Entre deux étages d'Olivier Guignard (sèrie): Manu
- 2008: Voici venir l'orage... de Nina Companeez (minisèrie): Andrei Kovner
- 2008: Section de recherches, episodi La Bonne fée de Gérard Marx (sèrie): Paul Mathieu
- 2012: Birdsong de Philip Martin (minisèrie): René Azaire
- 2013: Le Débarquement: personatges varis
- 2014: Casting(s), episodi Avalanche de Pierre Niney (sèrie) : ell mateix
- 2019: Platane, temporada 3, episodi La Fois où il a rencontré des fils cachés de père en fils (sèrie): ell mateix

### Websèrie
- 2019: Abonne-toi de Guillaume Cremonese: Vincenzo Labastille

### Doblatge
- 2013: Turbo de David Soren: Theo àlies «Turbo»
- 2014: Astérix: Le Domaine des dieux 3D de Louis Clichy i Alexandre Astier: Duplicat
- 2015: Le Petit Prince de Mark Osborne: le vaniteux
- 2017: Premier homme de Frédéric Fougea i Jérôme Guiot (docuficció): narrador
- 2018: Le Grinch (The Grinch) de Yarrow Cheney i Scott Mosier: el Grinch

## Teatre

### Actor

#### Fora de la Comédie-Française
- 1994: Jeffrey de Paul Rudnick, dirigida per Raymond Acquaviva
- 1994: L'avar de Molière, dirigida per Jacqueline Bœuf
- 1995: Croque-monsieur de Marcel Mithois, dirigit per Raymond Acquaviva, Théâtre Daunou
- 1999: Molt soroll per no res de William Shakespeare, dirigida per Ben Duke
- 1999: Damn Yankees de Richard Adler, dirigida per Gerry Tubbet
- 2000: Davina's Landed dirigit per Ben Duke
- 2001: Célibataires de Rodolphe Sand i David Talbot, dirigida per Rodolphe Sand, Théâtre du Splendid
- 2003: El malalt imaginari de Molière, dirigida per Gildas Bourdet, Théâtre de l'Ouest Parisien
- 2003: Le Jour du destin de Michel del Castillo, dirigida per Jean-Marie Besset i Gilbert Désveaux, Théâtre Montparnasse
- 2004: Les Uns chez les autres d'Alan Ayckbourn, dirigida per Gildas Bourdet, Théâtre de l’Ouest Parisien i Théâtre Marigny (2005)
- 2006: Un cheval de Jean-Marie Besset, dirigida per Gilbert Désveaux, Théâtre de la Pépinière Opéra
- 2007: Des gens de Raymond Depardon, dirigida per Zabou Breitman, Théâtre Vidy-Lausanne; i Théâtre national de Nice i Petit Montparnasse (2008)
- 2008: Laurent Lafitte, comme son nom l'indique, one-man-show coescrita i dirigida amb Cyrille Thouvenin, Palais des glaces i Théâtre des Mathurins (2011)
- 2010: Rendez-vous de Miklos Laszlo, espectacle musical basat en l’obra La Boutique au coin de la rue, dirigit per Jean-Luc Revol, Théâtre de Paris
- 2011: Laurent Lafitte, com el seu nom indica, espectacle únic coescrit i dirigit amb Cyrille Thouvenin

#### A la Comédie-Française
- 2012: Le Mariage de Nicolas Gogol, dirigida per Lilo Baur, Théâtre du Vieux-Colombier
- 2013: Càndid de Voltaire, dirigida per Emmanuel Daumas, Studio-Théâtre
- 2013: La Tête des autres de Marcel Aymé, dirigida per Lilo Baur, Théâtre du Vieux-Colombier
- 2013: Le Système Ribadier de Georges Feydeau, dirigida per Zabou Breitman, Théâtre du Vieux-Colombier
- 2014: El somni d’una nit d’estiu de William Shakespeare, dirigida per Muriel Mayette, Salle Richelieu
- 2015: Romeu i Julieta de William Shakespeare, dirigida per Éric Ruf, Salle Richelieu
- 2017: L'Hôtel du libre échange de Georges Feydeau, dirigida per Isabelle Nanty, Salle Richelieu
- 2017: La Règle du jeu de Jean Renoir, dirigida per Christiane Jatahy, Salle Richelieu
- 2018: L'Heureux Stratagème de Pierre de Marivaux, dirigida per Emmanuel Daumas, Théâtre du Vieux-Colombier
- 2019: Le Voyage de G. Mastorna de Federico Fellini, dirigida per Marie Rémond, Théâtre du Vieux-Colombier
- 2020: Le Côté de Guermantes de Marcel Proust, adaptació i direcció Christophe Honoré, Théâtre Marigny

## Reconeixements
- 2017: nominat al César al millor actor secundari per Elle
- 2018: nominat al César al millor actor secundari per Au revoir là-haut